# Fițcău
Fițcău (węg. Fickópataka) – wieś w Rumunii, w okręgu Marusza, w gminie Aluniș. W 2011 roku liczyła 486 mieszkańców.